# ماتیاس شیپر
ماتیاس شیپر (انگلیسی: Mathias Schipper؛ زادهٔ ۲۳ سپتامبر ۱۹۵۷) بازیکن فوتبال اهل آلمان است.
از باشگاه‌هایی که در آن بازی کرده‌است می‌توان به باشگاه فوتبال شالکه ۰۴ و باشگاه فوتبال آلمانیا آخن اشاره کرد.